# سمان الغابة أصهب الصدر
سمان الغابة أصهب الصدر (الاسم العلمي: Odontophorus speciosus) (بالإنجليزية: Rufous-breasted Wood-quail)‏ هو نوع من الطيور يتبع جنس سمان الغابة من فصيلة سمان العالم الجديد ، حيث يتواجد في الإكوادور وبوليفيا والبيرو.